# Szigünnák

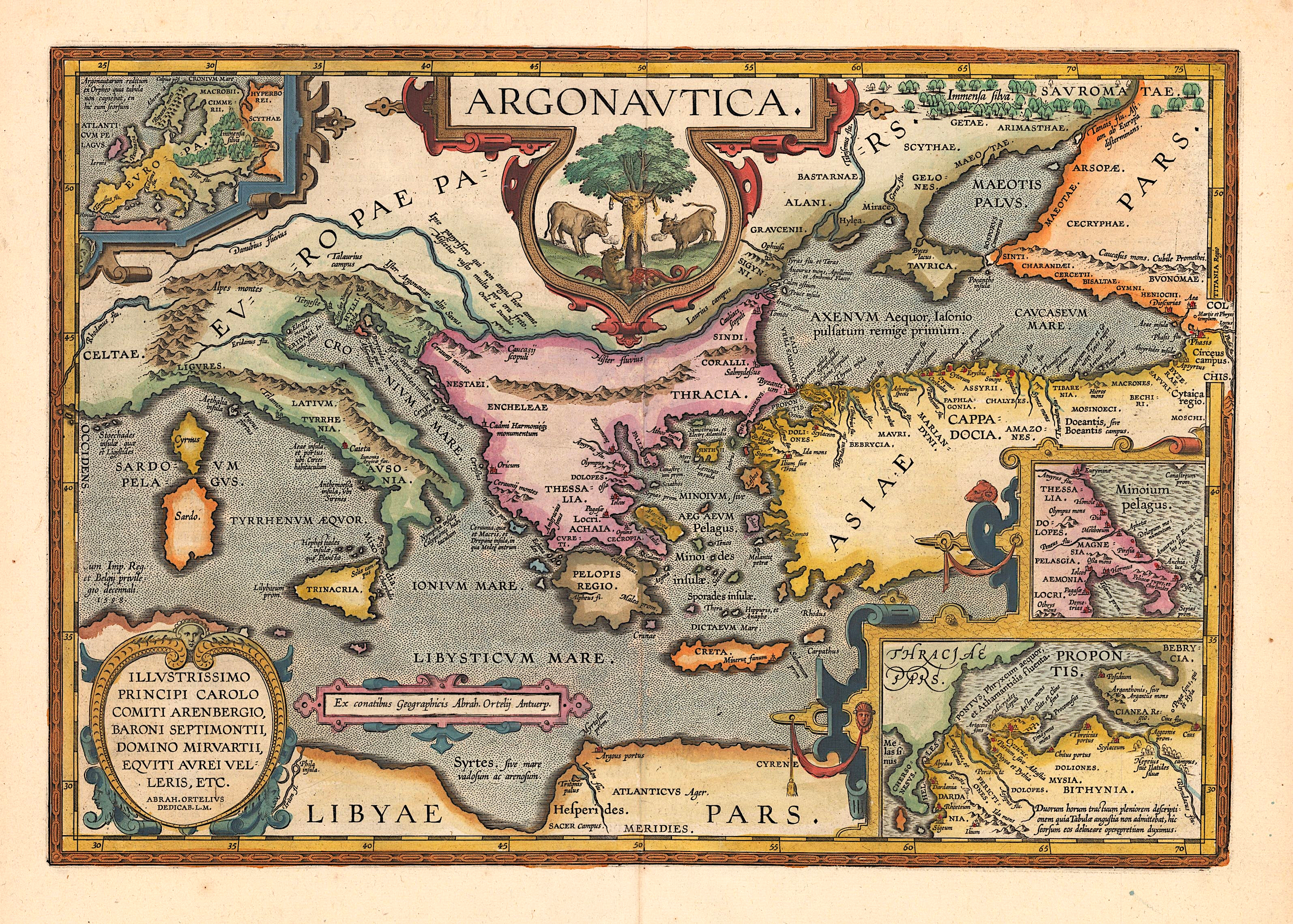
Az argonauták utazásának helyszínei Abraham Ortelius térképén

A szigünnák – szigünnai (Σίγυνναι), szigünoi (Σίγυνοι), sziginnoi (Σίγιννοι), szigümnoi (Σίγιμνοι) – nevű népet ókori források említik az Al-Duna, illetve a Kaukázus vidékéről, valamint Egyiptomból. Etnikai hovatartozásuk ismeretlen, egyes szerzők szerint alighanem médek, irániak voltak.
Az i. e. 5. században a kelet-európai puszta a Donyec és a Dnyeszter, illetve az Al-Duna között a királyi szkíták birtoka volt. A puszta nyugati peremén, valamint a Havasalföldön, az Erdélyi-medencében és a Tiszántúlon szkíták által uralt trák népesség lakott. Alföldünk középső és északi felét, valamint a Kisalföld északi tartományait is a korainak nevezett szkíták birtokolták.
Ugyanezen időben – Hérodotosz, illetve Apollóniosz Rhodiosz szerint – a Havasalföldön egy szigünnai, illetve szigünoi nevű népesség is lakott. Hérodotosz szerint birtokaik nyugati határa az Adria vidékéig terjedt. Más szóval az említett nép Alföldünkön, esetleg még a Dráva–Száva vidékén is jelen lehetett. Sztrabón beszámolója mindezeknek ellentmond. Szerinte az említett nép a Kaukázus környékén élt. Pszeudo-Orpheusz is a Kaukázus vidékéről említi őket.

## Nevük
Fischer Károly Antal a szigünnai nép nevét szigony szavunkkal rokonította. Mások ellenben a szegény, illetve a cigány kifejezésre hivatkoznak. A szegény szó mellett érvel például Tóth Imre, a cigány kifejezéssel kapcsolatban pedig többek között Bussell és Barrett dolgozata adhat útbaigazítást. Ami mondanivalójuk lényegét illeti, e kérdésre még nem sikerült megnyugtató választ találni.
Fischer szófejtésének helyességét megerősíti Timonax (i. e. 1. század) Peri Szküthón (Περι Σκυθον) című munkája, illetve a rá hivatkozó ókori írók. Preston (233–234. oldal) ekképpen szól hozzá e kérdéshez:
„Timonax (miképpen tudós görög magyarázói idézik) azt írja, Szkítiát tárgyaló első könyvében, hogy nevezett országhoz ötven különböző törzs tartozott. A Sigunni és Graucenii ide számláltattak. Nevüket előbbiek az általuk használt sajátos lándzsáktól kölcsönözték.”
Fischer magyarázatának hitelét igazolja még Alexandriai Hészükhiosz szótára is. Nevezett szerzőnél a görögös köntösbe öltöztetett szkíta szigünoi (σίγυνοι) kifejezés jelentése: éles lándzsák.
Arisztotelész Poetika (Περὶ ποιητικῆς) című munkájában (21. szakasz) ilyenképpen nyilatkozik a szigony (σιγυνον) kifejezésről:
„A szigünon szó – lándzsa – a ciprusiak számára bevett kifejezés, számunkra azonban idegen.”

## Forrásaink
Hérodotosz szerint a szigünnák a trákok országától északra (az Al-Duna bal partján) laktak. Birtokaik határa nyugaton megközelítette a henetoi nevű nép lakóhelyét: ez nagyjából a mai Veneto tartomány. (Ha hitelt adunk a tudósításnak, akkor a szigünnák az Alföldön, és talán még a Dráva–Száva vidékén is jelen lehettek.) Méd divat szerint öltözködtek, és méd telepeseknek nevezték magukat. Megtudhatjuk még: Liguria népe, bizonyára a Rhône völgyének lakosai, a házaló árusokat, a ciprusiak pedig gerelyeiket, avagy szigonyaikat illették hasonló névvel.
Apollóniosz Rhodiosz az argonauták útja kapcsán beszél róluk. Az Argó behajózott a Duna deltájának egyik ágába, és szokatlan megjelenésével megriasztotta a környék pásztorait, közöttük a szigünoi nép képviselőit is. Nevezettek lakóhelyét ezek szerint a Havasalföldön, a Fekete-tenger partvidékén kellene keresnünk, közel a Duna torkolatához.
Sztrabón Kaukázus környékinek mondja, és a Kaszpi-tenger déli partjánál élő népek csoportjában sorolja fel a szóban forgó nemzetséget.
Az Orpheosz Argonautika, az Argó útjának i. sz. 5–6. századi feldolgozása említ egy szigümnoi nevű népet is. A Fekete-tenger délkeleti partjánál honos nemzetek között – nyugatról kelet felé haladva: szapeiroi (σαπειροι), büzerai (βυζεραι), sigymnoi (σιγυμνοι) – sorolja fel őket az ismeretlen szerző. A büzerai nép ókori források szerint az Akampszisz (Ακαμψις: Çoruh) folyó környékén, Kolkhisztól nyugatra lakott.
Sztephanosz Büzantiosz – Ktésziasz jelentésére hivatkozva – említ egy Szigünnosz (Σιγυννος) nevű egyiptomi várost, illetve lakóit (szigünnoi: σιγυννοι). Ezen adatot, bár olykor idézik, nem kapcsolják össze az Al-Duna, illetve a Kaukázus vidéki csoporttal.

## Vélemények
Larcher vélekedése szerint a szauromatai névvel felruházott népesség egy része költözhetett a Duna vidékére; ezektől származna a szigünnai nép. (Az iráni szarmatákat, szauromatákat – nem tévesztendők össze a szkíta alánokkal – a királyi szkíták telepítették le, az i. e. 7. és 6. század fordulóján a Don mellékére.) A liguriaiak, illetve ciprusiak által használt kifejezéssel kapcsolatban Larcher ezt mondja: Hérodotosz megjegyzése, mivel nem tartozik szorosan a tárgyhoz, zavart okoz. Egyesek feltételezik – teszi hozzá még –, hogy a szigünnai nép volt a cigányok őse.
Latham szerint a szigünnai név különböző népek gyülekezetét jelenti. A szigünnai és a cigány kifejezés párhuzamát lehetségesnek tartja. Szerinte a Liguria lakói által használt hasonló kifejezés hivatkozhat a cigányokra. Ebből azonban nem következik – mondja végül –, hogy a szigünnai névvel illetettek cigányok lettek volna. Vagyis hasonló nevek jelölhetnek különböző népeket.
Macan megjegyzése szerint Hérodotosz valójában nem médekről (Μῆδοι), méd eredetű népről, hanem a trák maidoi (Μαῖδοι) törzsről – egykor a Pirin hegység területén éltek – tudósít.
Myres szerint a szigünnai nevű népesség az i. e. 5. században nagy területet uralt a Duna mellékén. Birtokaik a trákok szomszédságától az Adria vidékéig terjedtek. Kereskedők voltak, és eljutottak a Rajna völgyéig, később pedig a Kaukázus vidékére is. A szigünnák – mondja Myres – valószínűleg azonosak a sequani nevű kelta néppel. Utóbbiak tehát a Duna vidékéről származnának, a médekkel nem lehet kapcsolatuk. Szerzőnk Hérodotosz megjegyzéseit a vándorló árusokkal, illetve a ciprusi szigonnyal kapcsolatban kulcsfontosságú adatnak tekinti. Liguriai lakói szigünnai – vagy hasonló, pl. sequani – névvel ruházták fel a házalókat, és ez lehetővé teszi, hogy a Duna mellékén élő kereskedőket, illetve a szigünnai népet és a hallstattiakat összefogjuk. A hallstatti, illetve a La Tène műveltség iparának csúcsterméke a gaesum és a pilum nevű szigünnai mintájú hajítófegyver. Szerzőnk szerint a ciprusi szigony neve a szigünnai (sequani) népre hivatkozik. A fegyver, illetve a vasművesség elterjedése Kis-Ázsiában, valamint a Közel-Keleten kapcsolatban lehet nevezett nép vándorlásával, illetve a Kaukázus vidékén letelepedett csoportjukkal.